# Gare de Saint-Hilaire - Brizambourg
Pour les articles homonymes, voir Gare de Saint-Hilaire (homonymie).
La gare de Saint-Hilaire - Brizambourg est une gare ferroviaire française de la ligne de Chartres à Bordeaux-Saint-Jean, située à l'est du bourg, sur le territoire de la commune de Saint-Hilaire-de-Villefranche, à proximité de Brizambourg, dans le département de la Charente-Maritime en région Nouvelle-Aquitaine.
C'est une halte voyageurs de la Société nationale des chemins de fer français (SNCF) desservie par des trains TER Nouvelle-Aquitaine.

## Situation ferroviaire
Établie à 46 mètres d'altitude, la gare de Saint-Hilaire - Brizambourg est située au point kilométrique (PK) 473,879 de la ligne de Chartres à Bordeaux-Saint-Jean (voie unique), entre les gares ouvertes de Saint-Jean-d'Angély et de Saintes.

## Histoire
La section de Saint-Jean-d'Angély à Saintes est inaugurée le 1er juin 1911. 
La gare appartient à la compagnie des Chemins de Fer de L'État jusqu'à la création de la SNCF. Il y avait à l'origine deux voies et deux quais contre 1 voie aujourd'hui. Une voie de garage était aussi présente ainsi qu'une halle marchandise. 
Les trains s'arrêtent 3 fois par jour en semaine, 2 fois le dimanche et une fois le samedi.

## Fréquentation
De 2015 à 2023, selon les estimations de la SNCF, la fréquentation annuelle de la gare s'élève aux nombres indiqués dans le tableau ci-dessous.
| Année     | 2015 | 2016 | 2017 | 2018 | 2019 | 2020 | 2021 | 2022  | 2023  |
| --------- | ---- | ---- | ---- | ---- | ---- | ---- | ---- | ----- | ----- |
| Voyageurs | 378  | 519  | 316  | 306  | 376  | 201  | 555  | 1 160 | 1 154 |

## Service des voyageurs

### Accueil
Halte SNCF, c'est un point d'arrêt non géré (PANG), à accès libre.

### Desserte
Saint-Hilaire - Brizambourg est desservie par les trains TER Nouvelle-Aquitaine qui circulent sur la relation Niort - Royan (ou Saintes).

### Intermodalité
Le stationnement des véhicules est possible à proximité de l'ancien bâtiment voyageurs.

Installations de la halte en 2012
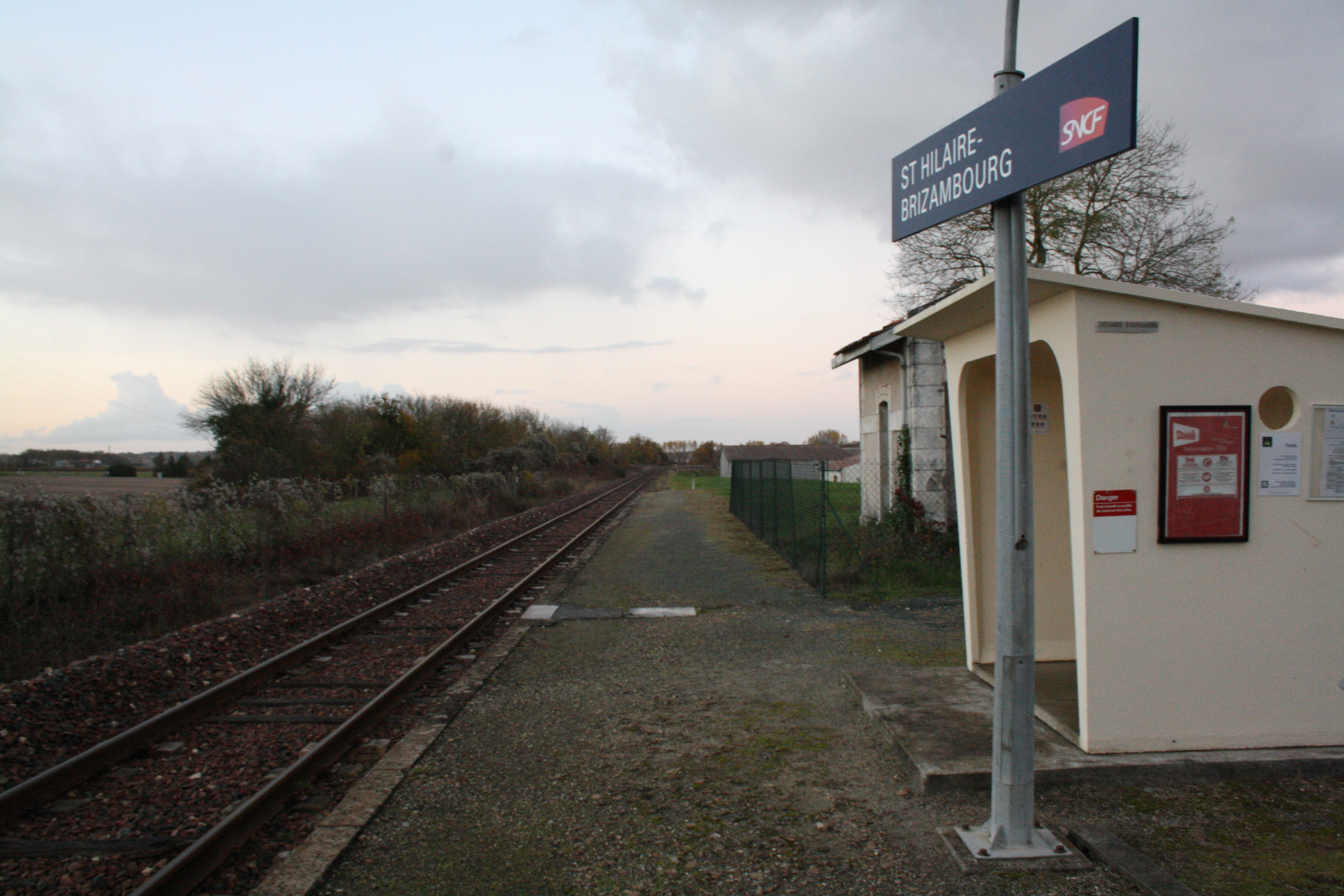
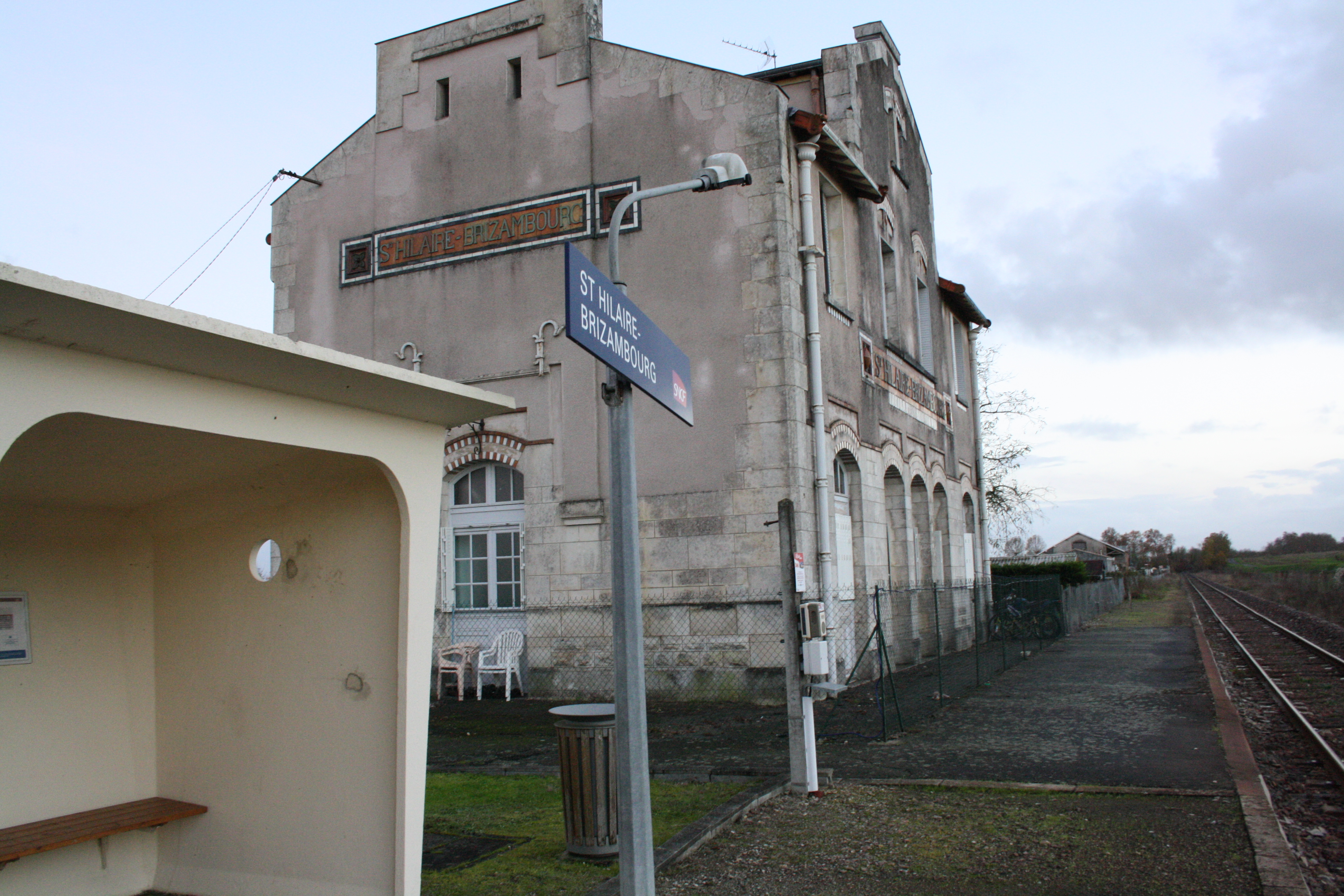

## Patrimoine ferroviaire
L'ancien bâtiment voyageurs, désaffecté du service ferroviaire, est devenu propriété de la commune. Son style architectural Art déco est similaire à cinq autres bâtiments de gares des années 1910 situés entre Saint-Jean-d'Angély et Royan : Asnières-la-Giraud, Douhet - Écoyeux, Pisany, Saint-Romain-de-Benet et Varzay.

Ancien bâtiment voyageurs
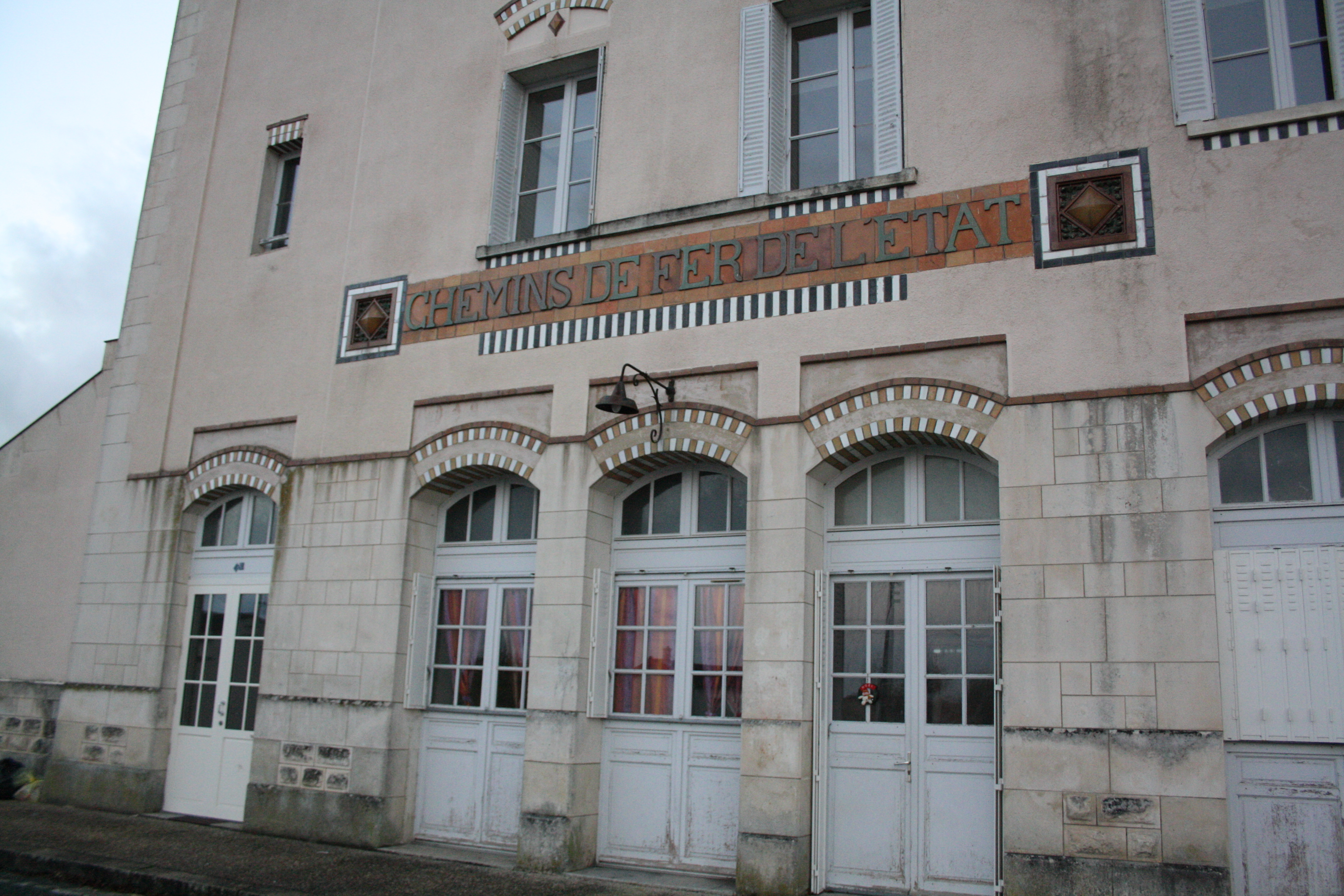
En 2012
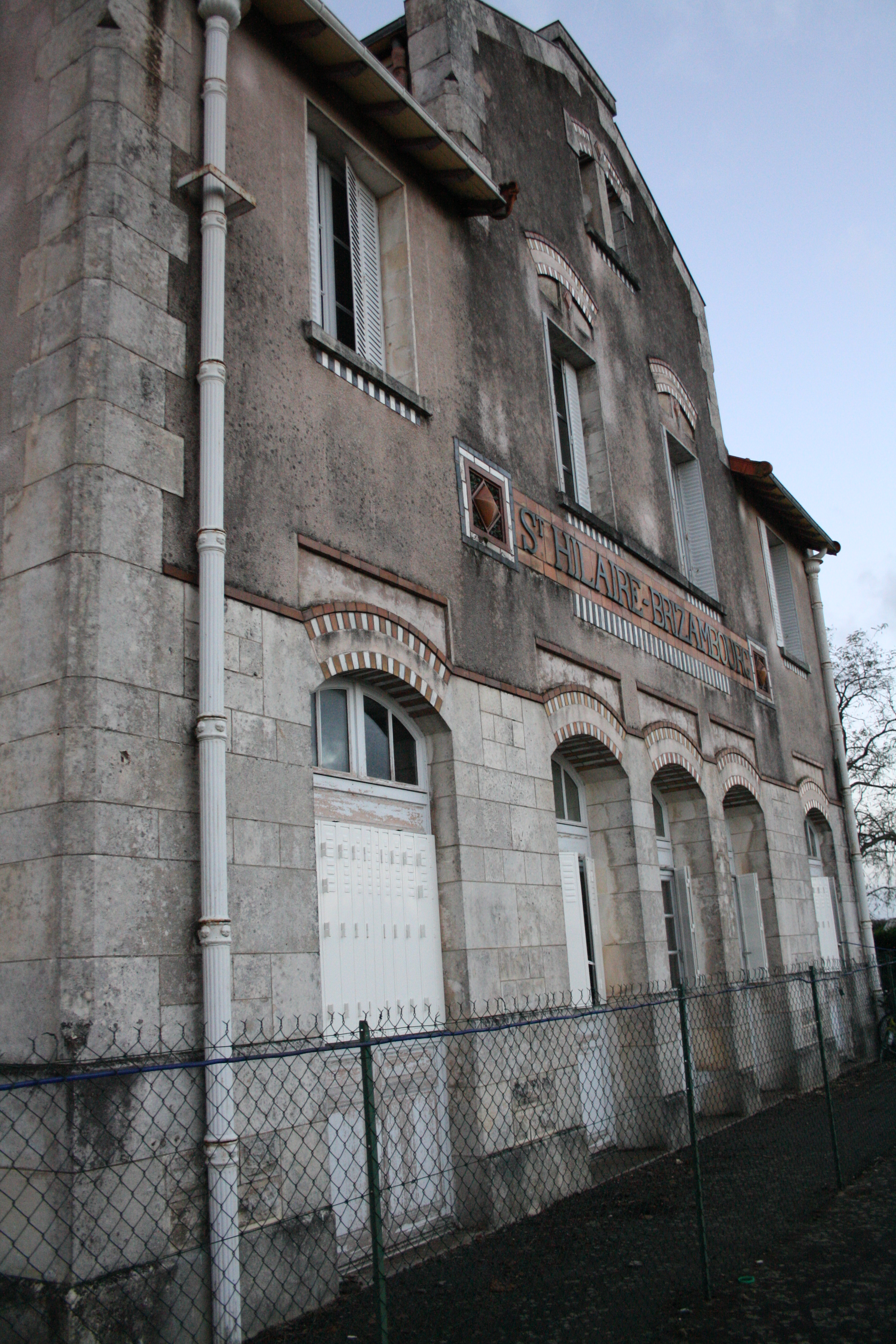
En 2012
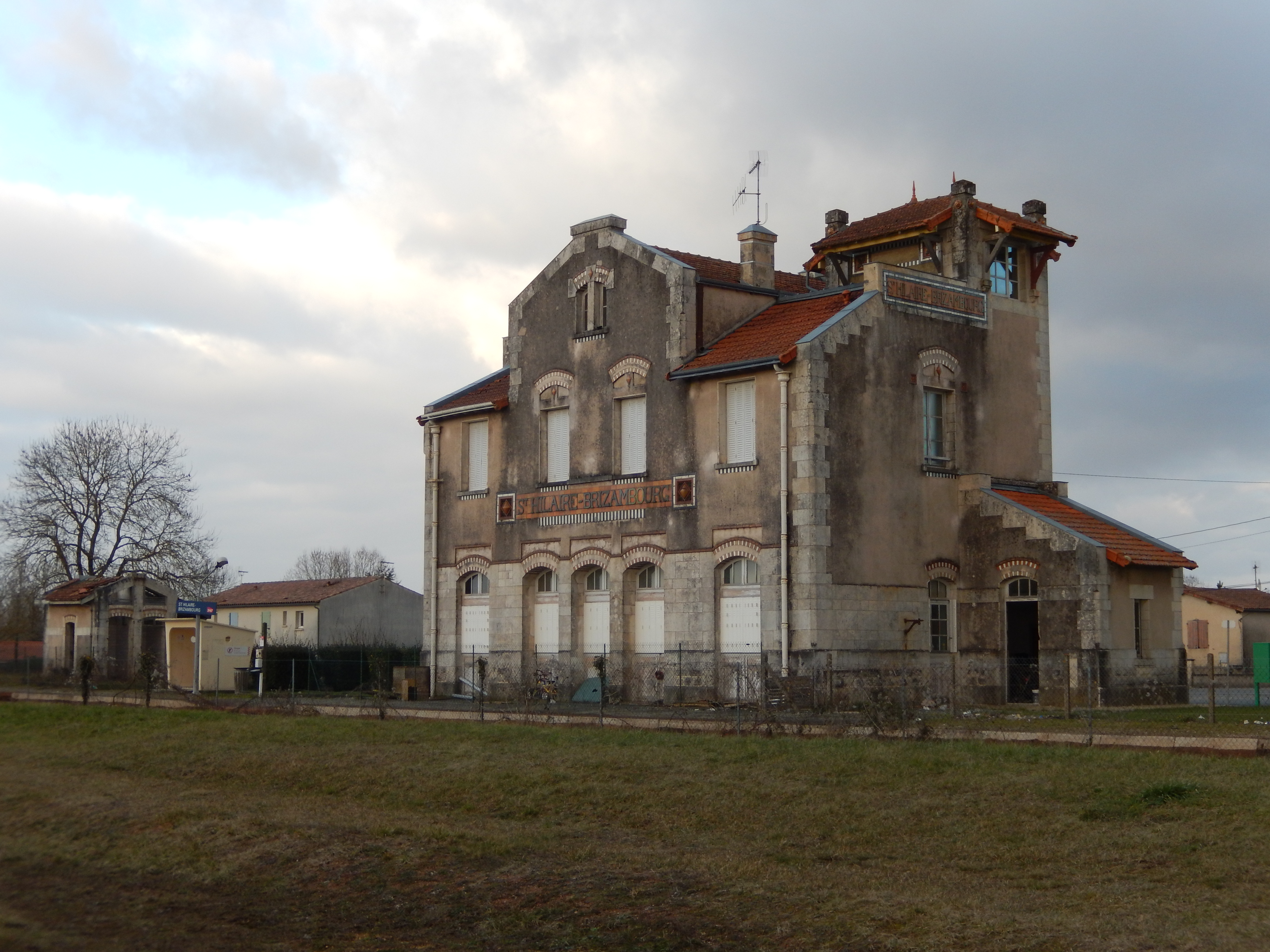
En 2015